# 天野敬太郎
天野 敬太郎（あまの けいたろう、1901年11月26日 - 1992年8月6日、90歳没）は、日本の書誌学者。京都府京都市出身。京都帝國大学図書館司書、関西大学図書館図書課長、東洋大学社会学部教授などを歴任。
大正時代に京都帝國大学図書館に職員として採用され、以来書誌情報の収集に心血を注ぎ、「書誌の書誌」などの参考図書の作成に生涯を費やした。太平洋戦争後の1952年、関西大学図書館勤務であった天野が、日本で初めてインキュナブラ全国所在アンケート調査を行った。1967年から1972年3月まで東洋大学社会学部教授を務めた。
代表的な編著書に『日本書誌の書誌』。
1987年に第1回物集索引賞特別賞を受賞。

## 著作
- 法政・経済・社会論文総覧 刀江書院, 昭和2-3
- 各国基数及序数表 青年図書館員聯盟, 昭和8
- 本邦書誌ノ書誌 間宮商店, 昭和8
- 我ガ国ニ於ケル目録法ノ研究 青年図書館員聯盟, 昭和14
- 大東亜資料総覧 大雅堂, 昭和19
- 洋書目録の作り方 綜文館, 昭和24. -- (日本図書館研究会ブックレット ; 第10冊)
- 洋書目録法入門 日本図書館研究会, 1951. -- (日本図書館研究会ブックレット ; 第10冊)
- 図書館総覧 文教書院, 1951.9
- 学習・百科件名目録 蘭書房, 1954
- 河上肇博士文献志 日本評論新社, 1956
- 雑誌総目次索引集覧 日本古書通信社, 1966
- 日本マックス・ヴェーバー書誌 新泉社, 1969
- 雑誌総目次索引集覧 増補版. -- 日本古書通信社, 1969
- 日本マックス・ヴェーバー書誌 第2版. -- 新泉社, 1972
- 日本書誌の書誌. 総載編 巌南堂書店, 1973
- 書誌索引論考 日外アソシエーツ, 1979.4
- 日本書誌の書誌. 主題編 1 巌南堂書店, 1981.3
- 日本書誌の書誌. 主題編 2 日外アソシエーツ, 1984.5
- 日本書誌の書誌. 人物編 1 日外アソシエーツ, 1984.5
- 日本雑誌総目次要覧 / 天野敬太郎,深井人詩. -- 日外アソシエーツ, 1985.2
- 近代国語学書目・解題選. 第6巻. -- ゆまに書房, 1992.4. -- (書誌書目シリーズ ; 31)
- 明治・大正・昭和前期雑誌記事索引集成. 第7巻(大正15年) / 石山洋. -- 皓星社, 1994.11
- 明治・大正・昭和前期雑誌記事索引集成. 第8巻(大正15年) / 石山洋. -- 皓星社, 1994.11
- 明治・大正・昭和前期雑誌記事索引集成. 第9巻(大正15年〜昭和2年) / 石山洋. -- 皓星社, 1994.11
- 明治・大正・昭和前期雑誌記事索引集成. 社会科学編 第58巻(昭和15〜17年) / 石山洋. -- 皓星社, 1997.2
- 大東亜資料総覧 日本図書センター, 1997.4. -- (社会科学書誌書目集成 ; 第24巻)
- 雑誌新聞文献事典 / 天野敬太郎[他]. -- 金沢文圃閣, 1999.9. -- (文圃文献類従 ; 1)
- 単行図書資料. 第25巻. -- 龍溪書舎, 2000.4. -- (20世紀日本のアジア関係重要研究資料 ; 3)
- 図書館学関係文献目録集成. 明治・大正・昭和前期編 第1巻 金沢文圃閣, 2000.11. -- (文圃文献類従 ; 2-1)
- 図書館学関係文献目録集成. 明治・大正・昭和前期編 第2巻 金沢文圃閣, 2001.2. -- (文圃文献類従 ; 2-2)
- 日本書誌の書誌. 社会科学編(主題編 3) 金沢文圃閣, 2006.9. -- (文圃文献類従 ; 9)